# Chlamydomonas stagnophila
Chlamydomonas stagnophila là một loài tảo trong họ Chlamydomonadaceae, thuộc chi Chlamydomonas.